# Hundred Flowers Awards
Los Hundred Flowers Awards (en chino simplificado, 大众电影百花奖; pinyin, Dàzhòng Diànyǐng Bǎihuā Jiǎng), equivalentes al Globo de Oro de China, se consideran, junto con los Premios Golden Rooster, los premios cinematográficos más prestigiosos de China. Los premios fueron inaugurados por la Asociación de Cine de China en 1962 y patrocinados por la revista Popular Cinema (大众电影), que tiene la mayor circulación en China continental.
Los premios fueron votados anteriormente por los lectores de Popular Cinema anualmente. Las encuestas recientes permiten a los votantes emitir su voto por SMS, Internet o por teléfono. La votación ya no se limita a los lectores de Popular Cinema. Los galardonados reciben una estatuilla con la forma de una diosa de las flores (花神).